# Тонопласт
Тонопласт је цитоплазматична мембрана која опкољева вакуолу у биљним ћелијама. Испитивања електронским микроскопом су показала да тонопласт представља, елементарну мембрану. 

## Грађа тонопласта
Изграђен је од липида и беланчевина. Количина липида је код тонопласта већа за разлику од плазмалеме. Количина липида у грађи тонопласта указује да изоловани тонопласти задржавају своју селективну пропустљивост (семипермеабилност), чак и после изумирања цитоплазме која на њих належе.Тонопласт се знатно разликује од плазмалеме, по томе што плазмалема располаже пропустљивошћу само док је протопласт жив. Својства баријере која регулише пропустљивост су у тонопластима знатно јаче. Пример овоме су, неке соли које имају способност да изазову јако бубрење, пролазе кроз плазмалему, али не и кроз тонопласт у вакуолу. Због тога вакуола губи воду и њена величина се под утицајем плазмалеме смањује.

## Степен пропустљивости живе ћелије
Степен пропустљивости живе ћелије у оквиру живе ћелије смо поделили у три степен,а то су:
- Потпуна пропустљивост ћелијског зида и не продирање растворених материја плазмалему, тонопласт и цитоплазму
- Селективна пропустљивост плазмалеме, која омогучује продирање неких материја у цитоплазму, где се оне задржавају услед не пропустљивости тонопласта
- Селективна пропустљивост тонопласта која омогућује неким материјама, које су продрале у протоплазму, да уђу у вакуолу

При плазмолизи долази до згушњавањатонопласта, па се методом микрохирургије може ивући из ћелије.
Електронским микроскопирањем се може уочити да се тонопласт састоји из три слоја,од којих је најдебљи окренут ка основној плазми,а најтањи према вакуоли.